# Ричард Стивенс
Вилијам Ричард Стивенс (енгл. William Richard Stevens; Луаншија, 5. фебруар 1951 —, 1. септембар 1999) је био један од најпознатијих и најпризнатијих аутора књига за Јуникс и TCP/IP.

## Биографија
Ричард Стивенс је рођен 1951. године у Луаншији, у Сјеверној Родезији. Његов отац је дипломирао 1937. године на Универзитету Колумбија, и од тада радио у Африци као инжењер у индустрији бакра. Његова мајка је упознала његовог оца док је долазила у посјету свом брату, који је такође био инжењер запослен у металургији. Од 1956. године, породица се често селила због очевог запослења:
- Од 1956. до 1960. су живјели у Солт Лејк Ситију, у Јути, гдје му је отац радио у кањону Бингам, за корпорацију „Кенекот Копер“.
- Од 1960. до 1964. су живјели у Херлију, у Њу Мексику, гдје му је отац радио у рудницима Чино, такође за корпорацију „Кенекот Копер“.
- 1964. су живјели у Вашингтону, гдје је његов отац радио шест мјесеци за установу „Брукингс“.
- Од 1964. до 1971. су живјели у Фалаборви, у Јужној Африци. Његови родитељи су донијели одлуку да се тамо одселе због планова да отворе нови рудник бакра у сјевероисточном Трансвалу.
- Иако су му родитељи остали у Јужној Африци, Стивенс је са 13 година уписао средњу војну школу у Вејнсбороу, у Вирџинији, САД. Сваког љета је ишао „кући“, у Африку[1].

По завршетку средње школе, уписао се на Универзитет у Мичигену, гдје је студирао од 1968. до 1973. године. 1973. године је дипломирао на одјељењу за ваздухопловни инжењеринг. Године 1978. је стекао титулу магистра, а затим 1982. титулу доктора системског инжењеринга на Универзитету у Аризони.
Ричард Стивенс је умро 1999. године, са 48 година.

## Рачунарство
Први Стивенсов сусрет са рачунарима био је Фортран, који је морао учити на Универзитету у Мичигену у склопу наставног програма. Иако је студирао ваздухопловно инжењерство, часови програмирања су учинили да схвати да му се програмирање свиђа више него његови други часови. Ту на универзитету је добио прилику и да пише у језику PDP-8, да покреће написане програме на симулатору који је радио на Ај-би-емовом рачунару 360. Након тога је учио писање програма у асемблеру за Ај-би-ем и Сноболу 4 и тада су добили прилику да пишу оперативни систем у асемблеру за Ај-би-емову машину и да га покрену на сопственој виртуелној машини на Ај-би-емовом рачунару 360/67. Стивенс је касније посветио своју књигу „Напредно програмирање у Јуниксовом окружењу“ управо овом рачунару.
Након факултета, Стивенс се 1975. године запослио у Народној опсерваторији Кит Пик у Тусону као програмер, и ту радио до 1982. године. Од 1982. до 1990. је био потпредсједник рачунарске службе Међународног здравственог система у Њу Хејвену, Конектикат.

## Књиге
Године 1990. се вратио у Тусон, где је започео каријеру саветника и писца стручне литературе. Користио је Грофф за форматирање докумената, радио је на верзији Јуникса Соларис на рачунару Спарк Ултра 5, и требало му је, по његовим ријечима, обично око 2 сата по написаној страници књиге. Написао је сљедеће књиге:
- 1990 - „Мрежно програмирање за Јуникс“ -.  978-0-13-949876-3.
- 1992 - „Напредно програмирање у Јуниксовом окружењу“ -.  978-0-201-56317-7.
- 1994 - „Илустровани TCP/IP, том 1: протоколи“ -.  978-0-201-63346-7.
- 1995 - „Илустровани TCP/IP, том 2: имплементација“ (са Гаријем Рајтом) -.  978-0-201-63354-2.
- 1996 - „Илустровани TCP/IP, том 3: TCP за трансакције, HTTP, NNTP, и протоколи у Јуниксовом домену“ -.  978-0-201-63495-2.
- 1998 - „Мрежно програмирање за Јуникс, том 1, друго издање: апликативни интерфејси за мрежно програмирање: сокети и XTI“ -.  978-0-13-490012-4.
- 1999 - „Мрежно програмирање за Јуникс, том 2, друго издање: међупроцесна комуникација“ -.  978-0-13-081081-6.

Омиљене књиге Ричарда Стивенса укључивале су сљедеће, без битног редослиједа:
- „Програмски језик “, Керниген и Ричи
- „Јуниксово програмско окружење“, Керниген и Пајк
- „ТеХ“, Доналд Кнут
- „Вебстеров водич Новог Свијета за тренутну америчку употребу“, Рандал идр.

## RFC-ови
Стивенс је био и сарадник на састављању неколико РФЦ докумената: информациони документ о допунама мрежног протокола везаним за интернет адресе верзије 6 (шест) и документ о стандардима везаним за контролу нагомилавања података на мрежном слоју за контролу пренода (TCP).
- Стивенс, В. Р. и Томас, М. 1998. „Напредни мрежни интерфејс за IPv6“,  2292
- Гилиган, Р. Е., Томсон, С., Gilligan, R. E., и Стивенс В. Р. 1999 „Проширења основног мрежног интерфејса за IPv6“  2553
- Олман, М., Паксон, В., Стивенс, В. Р. 1999. „Контрола нагомилавања за TCP“  2581

## Занимљивости
- Године 2000, постхумно му је додељена Јузниксова награда за животно дјело[4]. Ова награда се додјељује особама за интелектуални и помагалачки рад у области Јуникса. Награда се додјељује у облику оригиналне стаклене скулптуре под називом „Пламен“[4].
- Пуно име Ричарда Стивенса је Вилијам Ричард Стивенс. Родитељима се свидјело име Ричард, али су такође хтјели да му дају име по његовом ујаку, Вилијаму. На крају, одлучено је да се зове Вилијам Ричард, „пошто је то звучало боље него Ричард Вилијам“[3]
- Ричард Стивенс је био добар пилот и, у слободно вријеме 1970их, давао је часове летења[1].
- Обожавао је чоколаду[5].